# Burgstall Seckendorf
Der Burgstall Seckendorf ist eine abgegangene mittelalterliche Burg anstelle der Ortskapelle in Seckendorf (Kapellenweg 11), einem heutigen Gemeindeteil des Marktes Cadolzburg im Landkreis Fürth in Bayern.

## Geschichte
Vermutlich war die 1154 erwähnte Burg Sitz der Herren von Seckendorff, die in Seckendorf ihren Ursprung hatten. Am 1. Mai 1254 werden Heinrich von Seckendorff und am 16. Oktober 1259 seine Brüder Arnold, Burkhard und Ludwig von Seckendorff erstmals urkundlich erwähnt. Die Seckendorffer waren weit verzweigt und für den fränkischen Raum über Jahrhunderte von prägender Bedeutung. Von der ehemaligen Burganlage ist nur ihre Burgkapelle bis heute erhalten geblieben.

## Kapelle
Die Seckendorfer Kapelle wurde im 12. bis 13. Jahrhundert als einfacher Sandsteinbau angelegt. Nach 1460 wurde die Kapelle Fresken verziert. Nachdem ein Anfang des 19. Jahrhunderts drohender Abriss ausblieb, diente die Kapelle fast einhundert Jahre lang als Wohnhaus und Scheune. Danach wurde die Kapelle vor dem Verfall bewahrt und erst 1983/84 wurden die Fresken freigelegt und gesichert. Heute werden wieder regelmäßige Gottesdienste abgehalten und auch Konzerte gegeben.